# 朴永均
朴 永均（パク・ヨンギュン、Yong-Kyun Park、男性、1967年8月16日 - ）は、韓国のプロボクサー。ソウル市出身。元WBA世界フェザー級王者。
典型的なファイタータイプで、「ブルドーザー」と称された。

## 来歴
1986年12月9日、プロデビュー（初回KO勝ち）。
1987年10月31日、11戦目で韓国スーパーバンタム級王座に挑戦するが、10回判定で引き分け。
1988年7月17日、韓国スーパーバンタム級王座に再挑戦し、10回判定勝ちで王座獲得。しかし、11月27日の初防衛戦で崔在元に10回判定負け。王座から陥落すると同時にこれがプロ初敗戦となる。
1989年10月29日、1階級上の韓国フェザー級王座を獲得。国内王座2階級制覇達成。
1990年1月21日、東洋太平洋王座挑戦。OPBF東洋太平洋フェザー級王者ジョジョ・カイソン（フィリピン）に挑み、8回KO勝ち。王座獲得に成功し、その後2度の防衛に成功。
1991年3月30日、20戦目で世界王座初挑戦。母国でWBA世界フェザー級王者アントニオ・エスパラゴサ（ベネズエラ）に挑み、12回判定勝ち。世界王座獲得を果たした。同王座は竹田益朗、淺川誠二、松本好二などを相手に通算8度の防衛に成功。
1993年12月4日、9度目の防衛戦。2度目の防衛戦（1991年9月14日）でも対戦した帝拳プロモーションマネージメント契約選手エロイ・ロハス（ベネズエラ）と再戦し、12回判定負け。世界王座から陥落した。
1995年5月27日、世界王座返り咲きを懸け、ロハスと3度目の対決（ラバーマッチ）。前々回、前回同様フルラウンドの死闘を展開したが、12回判定負けで王座返り咲きならず。この試合を最後に引退した。

## 獲得タイトル

### 地域タイトル
- 第24代OPBF東洋太平洋フェザー級王座（防衛2=返上）

### 世界タイトル
- WBA世界フェザー級王座（防衛8）